# Microbisium fagetum
Microbisium fagetum är en spindeldjursart som beskrevs av Cîrdei, Bulimar och Malcoci 1967. Microbisium fagetum ingår i släktet Microbisium, och familjen helplåtklokrypare. Inga underarter finns listade i Catalogue of Life.